# Grey Zabel
Grey Zabel (Pierre, 30 marzo 2002) è un giocatore di football americano statunitense che milita nel ruolo di guardia per i Seattle Seahawks della National Football League (NFL).

## Carriera universitaria
Zabel al college giocò a football con i North Dakota State Bison dal 2020 al 2024. Dopo due stagioni come riserva divenne titolare nel 2022. Con la squadra vinse due titoli nazionali FCS nel 2021 e nel 2024 e nell'ultima stagione fu inserito nella formazione ideale della Missouri Valley Football Conference e premiato come FCS All-American dopo avere concesso un solo sack in 970 snap giocati.

## Carriera professionistica

### Seattle Seahawks
Zabel fu scelto nel corso del primo giro (18º assoluto) del Draft NFL 2025 dai Seattle Seahawks. Malgrado non fosse ufficialmente ritirato, Zabel chiese il permesso di potere indossare il numero 76 all'Hall of Famer dei Seahawks Steve Hutchinson, che acconsentì.